# San Jorge (Santa Fe)
San Jorge – miasto w Argentynie w prowincji Santa Fe.
W 2010 roku miasto liczyło 17,6 tys. mieszkańców.